# Tecnología de ingeniería mecánica
La tecnología de ingeniería mecánica se refiere a la aplicación de los principios de ingeniería y desarrollos tecnológicos para la creación de productos útiles y maquinaria de producción para la industria.

## Tecnólogos
Se espera que los tecnólogos en ingeniería mecánica sean capaces de aplicar las tecnologías y principios actuales del diseño de máquinas y productos, así como, ejercer labores de producción, materiales y procesos de fabricación.
Las especialidades ampliables relacionadas con la tecnología de ingeniería mecánica pueden incluir la aeroespacial, automotriz, energía, nuclear, petróleo, manufactura, desarrollo de productos y diseño industrial.
Los tecnólogos en ingeniería mecánica pueden tener muchos títulos diferentes incluyendo a los Estados Unidos, estos pueden ser:
- Tecnólogo en Ingeniería Mecánica
- Ingeniero mecánico
- Tecnólogo en Ingeniería de Producto
- Diseñador mecánico
- Tecnólogo en Ingeniería de Desarrollo de Productos
- Tecnólogo en Ingeniería de Manufactura

### Capacitación
El trabajo del curso de Tecnología de Ingeniería Mecánica no es muy teórico, sino que se basa más en la aplicación de un título de ingeniería mecánica. Esto resulta evidente a través de los cursos de laboratorio adicionales requeridos para obtener el título. La habilidad de aplicar conceptos de los campos de la ingeniería química y de la ingeniería eléctrica es importante cumplir con la capacitación de los tecnólogos en ingeniería mecánica.
Algunos programas universitarios de grado en Tecnología de Ingeniería Mecánica requieren de matemáticas para su aplicación, específicamente a través de ecuaciones diferenciales y estadísticas. La mayoría de los cursos incluyen álgebra y cálculo.
A menudo, un graduado de MET puede ser contratado como ingeniero, su área laboral puede abarcar títulos como ingeniero mecánico e ingeniero de fabricación. En los Estados Unidos de América es posible adquirir un grado de asociado o de licenciatura. Las personas con una licenciatura en tecnología de ingeniería pueden decidir continuar y completar el examen EIT (Ingeniero en formación) para finalmente convertirse en ingenieros profesionales, siempre y cuando el programa se encuentre acreditado por ABET .

## Aplicaciones
Las herramientas de software como el Análisis de Elementos Finitos (FEA) y la Dinámica de Fluidos Computacional (CFD) se utilizan a menudo para analizar piezas y ensamblajes. Se pueden hacer modelos 3D para representar piezas y ensamblajes con software de Diseño Asistido por Computadora (CAD).
A través de la aplicación de la Fabricación Asistida por Computadora (CAM), se abre la posibilidad de que los modelos mecánicos puedan ser tratados directamente por software para crear "instrucciones" para la fabricación de objetos representados por los modelos, a través de mecanizado Controlado Numéricamente por Computadora (CNC) u otros procesos automatizados.